# 克雷森特 (愛荷華州)
克雷森特（英語：Crescent）是一個位於美國愛荷華州波特瓦特米縣的城市。

## 地理
克雷森特的座標為41°21′49″N 95°51′32″W / 41.36361°N 95.85889°W，而該地的平均海拔高度為308米（即1010英尺）。

## 人口
根據2010年美國人口普查的數據，克雷森特的面積為2.82平方千米，當中陸地面積為2.82平方千米，而水域面積為0.00平方千米。當地共有人口617人，而人口密度為每平方千米218人。